# La Cleopatra (opera)
La Cleopatra è un dramma per musica in due atti su libretto di Ferdinando Moretti, con musiche composte da Domenico Cimarosa. L'opera ebbe il suo debutto presso il Teatro dell'Ermitage di San Pietroburgo il 27 settembre 1789. Il compositore aversano era partito da Napoli alla volta di San Pietroburgo il 17 luglio del 1787, invitato dalla zarina Caterina II a ricoprire il posto di Maestro di Cappella in sostituzione di Giuseppe Sarti, da poco dimissionario. La Cleopatra è l'ultima opera teatrale espressamente composta per le scene russe prima del rientro del compositore a Napoli.

## Struttura drammaturgica
Il librettista, Ferdinando Moretti, pubblicò a proprie spese nel 1793 una serie di volumi a stampa monografici contenenti la maggior parte dei libretti per musica da lui approntati durante il servizio di poeta di corte alla corte di Caterina II. La raccolta, intitolata Opere drammatiche di Ferdinando Moretti riporta, nel quarto tomo, il testo de [La] Cleopatra in una lunga versione suddivisa in tre atti. La partitura autografa di Cimarosa, in due volumi, custodita presso la Biblioteca del Conservatorio di San Pietro a Majella di Napoli (Segnatura 13.2.11-12) è relativa a una versione affatto differente rispetto a quella pubblicata nel 1793 da Moretti: un numero molto minore di versi musicati e, soprattutto, una suddivisione in due atti invece che tre. Il reperimento e la fruizione, relativamente semplice, sia delle copie superstiti dei tomi delle Opere Drammatiche di Moretti, che dalle partitura autografa di Cimarosa, la collazione di questi due testimoni operata nel corso degli anni, ha fatto supporre agli storici della musica e del teatro musicale che si sono occupati de [La] Cleopatra che, originariamente, il lavoro fosse stato rappresentato in una presunta originale versione in tre atti (testimoniata dalla fonte a stampa delle Opere Drammatiche), di cui si sarebbe perduta la partitura e di un successivo rimaneggiamento, forse a opera del compositore stesso, in due atti, testimoniato dalla partitura autografa cimarosiana. L'adesione universale a questa tesi ha fatto inoltre supporre che il libretto stampato in occasione del debutto dell'opera (nella presunta versione originale in tre atti) fosse stato perduto o, addirittura, mai stampato. In tempi recenti è stato rinvenuto presso la Biblioteka Rossiyskaya National'naja di San Pietroburgo (Segnatura 13.16.2.4) il libretto stampato in occasione del debutto e approntato per il pubblico presente all'Ermitage il 27 settembre 1789 che riporta esattamente, sia nella suddivisione drammaturgica in due atti che nel numero di versi, la versione musicata da Cimarosa e testimoniata dalla partitura autografa. Data l'impossibilità di reperimento di alcuna fonte autografa, manoscritta o a stampa di una partitura che possa testimoniare una successiva rielaborazione della musica per la versione in tre attim così come stampata nelle Opere Drammatiche di Moretti, si può concludere che, allo stato attuale delle ricerche, fu lo stesso Moretti a ideare una versione, evidentemente più consona alle sue esigenze letterarie, in tre atti, che però non venne mai musicata, ma il cui testo letterario venne solo stampato all'interno della collezione delle Opere drammatiche.
Nel libretto stampato in occasione del debutto, l'opera è intitolata Cleopatra, mentre nel frontespizio della partitura autografa di Cimarosa, il compositore riporta La Cleopatra (con l'aggiunta dell'articolo prima del nome).

## Interpreti della prima assoluta
| Personaggio | Ruolo vocale     | Interpreti della prima 27 settembre 1789 |
| ----------- | ---------------- | ---------------------------------------- |
| Cleopatra   | soprano          | Anna Pozzi                               |
| Antonio     | soprano castrato | Domenico Bruni                           |
| Domizio     | tenore           | Guglielmo Jermolli                       |
| Arsinoe     | soprano          | Marianna Gattoni                         |

## Trama
Marco Antonio (chiamato nel libretto solo Antonio), marito di Ottavia, sorella di Domizano, è da lungo tempo amante della regina egiziana Cleopatra. Esortato dai propri soldati, è deciso a muovere guerra contro Ottaviano. Proprio in questo momento Domizio, confidente di Antonio, comunica al tribuno che Cleopatra è giunta ad Efeso. Se Antonio, da una parte, è felice dell’improvviso arrivo dell’amante, dall’altra ciò pone il problema di non poter più tacere, come avrebbe invece voluto, sulla missione contro Ottaviano; anche Domizio è preoccupato per l’arrivo della regina poiché teme che l’incontro con lei possa distrarre Antonio dalle sue imprese di guerra. Cleopatra giunge ad Efeso con il suo seguito ed è felicissima di poter incontrare di nuovo Antonio, da cui era rimasta separata da molto tempo. La regina si rende però presto conto che l’animo del suo amato è turbato e teme che qualcosa relativo a Roma e a Ottaviano si sia interposto alla loro felicità. Nonostante le dimostrazioni di affetto che Antonio riserva per la sua regina, la donna rimane comunque turbata e per niente rassicurata. I servitori di Cleopatra sono ansiosi di rallegrare la rattristata regina che proprio in questo momento viene a conoscenza, tramite i suoi confidenti, che Antonio sta ultimando i preparativi per la partenza in guerra. Lo stato d’animo dei due protagonisti è confuso e disperato. Antonio cerca di consolare Cleopatra, dicendole di aver taciuto sui propri progetti militari proprio per proteggerne la vita e per tutelarla dal dolore. Cleopatra, però, non riesce a comprendere il punto di vista dell’amato. Su insistenza di Domizio, Antonio decide di salpare con il proprio esercito quella notte stessa, evitando di salutare Cleopatra. Proprio nel momento della partenza, un attimo prima di lasciare il porto, appare Cleopatra che accusa il tribuno per averla abbandonata senza nemmeno salutarla. Antonio vive un momento di grande sconforto e la sua indecisione (partire o rimanere con la donna) fa da contrappeso al carattere fiero e deciso della regina che decide di seguire, col proprio esercito, Antonio e di fiancheggiarlo nella guerra contro Ottaviano. Riconciliati e felici, i due partono alla guida dei rispettivi eserciti.

## Organico
- 2 Flauti
- 2 Oboi
- 2 Clarinetti
- 2 Fagotti
- 2 Trombe
- 2 Corni
- Timpani
- Archi
- Continuo
- Coro a 4 voci miste

## Discografia
- Cleopatra. Cast: Luisa Giannini (Cleopatra), Patrizia Morandini (Antonio), Luca Favaron (Domizio), Maria Pia Moryòn (Arsinoe), Orchestra e Coro della Città di Adria. Direttore d'orchestra: Franco Piva. Bongiovanni, 2006, Bologna.